# Bobigny – Pablo Picasso (Métro Paris)
Bobigny – Pablo Picasso [bɔbiɲi pablo pikaso] ist eine unterirdische Métrostation im Pariser Vorort Bobigny. Sie wird von der Linie 5 des Pariser U-Bahn-Systems als deren nördlicher Endpunkt bedient. Seit 1992 besteht eine Umsteigemöglichkeit zur Linie 1 der Pariser Straßenbahn.
Die Station wurde am 25. April 1985 mit Eröffnung des letzten Abschnitts Église de Pantin–Bobigny – Pablo Picasso der Linie 5 in Betrieb genommen.